# Schwarz-Gruppe
Die Schwarz-Gruppe ist ein deutscher Mischkonzern mit faktischem Sitz in Neckarsulm. Unter den Marken Lidl und Kaufland werden insgesamt ca. 13.900 Filialen betrieben. Da es sich im handelsrechtlichen Sinn bei der Schwarz-Gruppe nicht um einen Konzern handelt, wird keine Konzernbilanz erstellt. Die Schwarz-Gruppe hat eine verschachtelte Beteiligungskonstruktion, ähnlich der eines Konglomerats.

## Operative Struktur
Das operative Geschäft ist auf fünf Unternehmensgruppen verteilt, die gesellschaftsrechtlich aber nicht miteinander verbunden, sondern Schwesterunternehmen sind:

### Lidl
Die Lidl Stiftung & Co. KG (Lidl-Filialen in Europa, aber ohne Deutschland und den USA) und die LD-Stiftung (Lidl-Filialen in Deutschland) sind Lebensmitteleinzelhändler, die zusammen ca. 12.200 Lidl-Filialen betreiben. Die Regionallager und das Immobiliengeschäft sind bei den Regional- bzw. Landesgesellschaften angesiedelt.

### Kaufland
Die Kaufland Stiftung & Co. KG ist ein Lebensmitteleinzelhändler, der ca. 1.450 Filialen betreibt. Die Regionallager und das Immobiliengeschäft sind bei den Regional- bzw. Landesgesellschaften angesiedelt. Die fünf fleischverarbeitenden Betriebe sind Tochtergesellschaften.

### Schwarz-Produktion
Die Schwarz Produktion Stiftung & Co. KG ist ein Lebensmittelhersteller, der Eigenmarken für Lidl und Kaufland herstellt. In geringem Umfang wird auch für Dritte produziert. Das Recyceln und die Produktion von neuen Kunststoff-Flaschen für die Getränkeabfüllung sind Teil der Schwarz-Produktion.

### PreZero
Die PreZero Stiftung & Co. KG ist ein Entsorgungsunternehmen mit 460 Standorten in Europa, davon rund 120 in Deutschland. PreZero arbeitet sowohl für Unternehmen der Schwarz-Gruppe als auch für Dritte.

### Schwarz Digits
Unter der Schwarz IT KG (Schwarz Digits) werden alle Services rund um Cloud, Cyber-Sicherheit und E-Commerce zusammengefasst. Neben Stackit und XM Cyber gehören auch die Online-Shops von Lidl und Kaufland zur Schwarz IT KG.

## Unternehmensgeschichte

Lidl & Co. Südfrüchtenhandlung in der Sülmerstraße 54 in Heilbronn (um 1905)

1930 trat der Heilbronner Kaufmann Josef Schwarz (1903–1977) als persönlich haftender Gesellschafter (Komplementär) in die Lidl & Co. Südfrüchtenhandlung ein. Das Unternehmen wurde in Lidl & Schwarz KG umbenannt und zu einer Lebensmittelgroßhandlung für die Region Heilbronn-Franken ausgebaut.
Nachdem Lidl & Schwarz 1944 im Zweiten Weltkrieg völlig zerstört worden war, gelang der Wiederaufbau innerhalb von zehn Jahren. 1954 schloss sich Lidl & Schwarz der A&O-Handelskette an. Das Unternehmen erhielt 1954 in Heilbronn erneut einen eigenen Sitz.
Der einzige Sohn von Josef Schwarz, Dieter Schwarz, absolvierte nach seinem Abitur von 1958 bis 1960 eine kaufmännische Ausbildung bei Lidl & Schwarz in Heilbronn. Das Unternehmen wurde von seinem Vater zu diesem Zeitpunkt als alleiniger Geschäftsführer geleitet. 1962 wurde Dieter Schwarz Prokurist und 1963 persönlich haftender Gesellschafter der Lidl & Schwarz KG in Heilbronn. 1972 wurde in Neckarsulm eine neue Unternehmenszentrale eröffnet.
Aufstieg der Schwarz-Gruppe (seit 1973)
1973 eröffnete Dieter Schwarz seinen ersten Discountermarkt in Ludwigshafen am Rhein in der Mundenheimer Straße. Weil er den Namen Lidl aus rechtlichen Gründen nicht ohne Weiteres übernehmen konnte und um das Wortspiel „Schwarzmarkt“ zu vermeiden, sicherte er sich rechtlich ab, indem er dem pensionierten Berufsschullehrer und Kunstmaler Ludwig Lidl für 1000 DM die Namensrechte abkaufte. Nach der Expansion Lidls innerhalb Deutschlands erfolgte 1988 der Markteintritt Lidls in Europa.
1968 eröffnete Dieter Schwarz mit seinem Vater den ersten Supermarkt unter dem Namen „Handelshof“ im schwäbischen Backnang. 1984 eröffnete in Neckarsulm der erste Supermarkt unter dem damals neuen Namen „Kaufland“. Alle Handelshof-Supermärkte wurden in Kaufland umbenannt. Nach der Wende in der DDR 1989/90 expandierte Kaufland in die neuen Bundesländer. Der erste ostdeutsche Kaufland-Supermarkt wurde 1990 in Meißen eingerichtet. Heute ist Kaufland im Supermarktsegment Marktführer in den neuen Bundesländern. 1998 wurde in Kladno in Tschechien die erste Kaufland-Filiale im Ausland eröffnet. Weitere Filialen betreibt Kaufland in den mittel- und osteuropäischen Ländern.
Als Josef Schwarz 1977 im Alter von 74 Jahren starb, übernahm Dieter Schwarz die Lebensmittelgroßhandlung Lidl & Schwarz KG. Zu diesem Zeitpunkt verfügte Dieter Schwarz über 30 Lidl-Filialen. 1976 wurde Klaus Gehrig Geschäftsführer unter Eigentümer Dieter Schwarz. Die Unternehmensaktivitäten wurden in Discountmärkte (Kleinflächen) unter dem Namen Lidl sowie in die Vollsortimenter (Großflächen) der Marke Kaufland aufgeteilt.
Die Schwarz Gruppe ist aktuell (2020) nach Jahresumsatz das größte Handelsunternehmen Europas und beschäftigt etwa 458.000 Mitarbeiter. In Europa und den USA gibt es über 11.000 Lidl-Filialen, womit Lidl nach der Anzahl der Filialen der größte Discounter der Welt ist. Auf Kaufland entfallen laut Unternehmensangaben vom Dezember 2020 rund 1.300 Märkte mit etwa 132.000 Mitarbeitern in acht Ländern Europas.

## Gesellschafterstruktur und Unternehmensgeflecht
An der Lidl Stiftung & Co. KG sind – aufgrund der Rechtsform als Kommanditgesellschaft – sowohl Komplementäre als auch Kommanditisten beteiligt. Als Komplementäre treten – laut Handelsregister – die in Dresden ansässige LSt Stiftung und die PVG Geschäftsführungs-KG mit Sitz in Neckarsulm auf. Als Kommanditisten der Lidl Stiftung & Co. KG sind im Handelsregister eine SB Lidl KG mit Sitz in Neckarsulm und eine VK GmbH mit Sitz in Liebenwalde registriert.
Der Beteiligungskette folgend, sind an der SB Lidl KG – wiederum aufgrund der Rechtsform als Kommanditgesellschaft – ebenfalls Komplementäre und Kommanditisten beteiligt. Als Komplementäre treten die Alpha Stiftung mit Sitz in Dresden, die bekannte PVG Geschäftsführungs-KG mit Sitz in Neckarsulm und die SB-Lidl Verwaltungs GmbH mit Sitz in Neckarsulm in Erscheinung. Als Kommanditist tritt nur eine Gesellschaft, die sogenannte D. Schwarz Beteiligungs-KG mit Sitz in Neckarsulm, in Erscheinung.

### 1. Bündelung des Vermögens – Das Kapital

#### Die D. Schwarz Beteiligungs-KG / Rosint GmbH / Zeha GmbH
An der D. Schwarz Beteiligungs-KG sind als wesentlich Beteiligte vor allem die Kommanditisten Rosint GmbH und Zeha GmbH mit Sitz im schweizerischen St. Gallen zu nennen. Neben diesen beiden schweizerischen GmbHs tritt die Schwarz Unternehmenstreuhand KG mit Sitz in Neckarsulm als Kommanditistin auf. In der Schwarz Unternehmenstreuhand KG sind Sarah Fix-Bähre, Rainer Neske, Fritz Oesterle und Jürgen Schreiber als De-facto-Aufsichtsrat beteiligt. Neben genannten natürlichen Personen tritt als Kommanditist der Schwarz Unternehmenstreuhand KG die Dieter Schwarz TV-Vermögensverwaltung GmbH mit Sitz in Neckarsulm auf.

#### Die Dieter Schwarz TV-Vermögensverwaltung GmbH
An der Dieter Schwarz TV-Vermögensverwaltung GmbH sind als Gesellschafter die natürlichen Personen Hermann-Josef Hoffmann, Berthold Gaede und Armin Sohler eingetragen. Armin Sohler ist auch Komplementär bei der Rettenmaier Unternehmenstreuhand GmbH & Co. KG mit Sitz in Heilbronn. Berthold Gaede ist Rechtsanwalt und Steuerberater der international tätigen Rechtsanwaltskanzlei Noerr. Herrmann-Josef Hoffmann ist Wirtschaftswissenschaftler und Geschäftsführer der Dieter Schwarz TV-Vermögensverwaltung GmbH mit Sitz in Neckarsulm.
Die Präambel des Gesellschaftsvertrages nimmt Bezug auf das Testament von Dieter Schwarz. Die Gesellschaft soll laut der Präambel als eine Art Testamentsvollstrecker wirken. Der genaue Wortlaut lautet wie folgt:

„Präambel
Die Gesellschaft ist errichtet, um im Testament von Herrn Dieter Schwarz vorgesehene Rechte und Pflichten zu übernehmen. Dies bezieht sich insbesondere auf die Aufgabe, die in verschiedenen Gesellschaftsverträgen vereinbarten Rechte von Angehörigen der
Familie Schwarz sowie der ‚Dieter Schwarz Familienstiftung‘ (‚DSF I‘) bzw. der ‚Dieter Schwarz Familienstiftung II‘ (‚DSF II‘) und deren Beteiligungsgesellschaften durchzusetzen und zu sichern. Weiterhin soll die Gesellschaft dafür Sorge tragen/sicherstellen, dass
a) den (leiblichen oder adoptierten) Abkömmlingen (‚Abkömmlinge‘) von Herrn Dieter Schwarz (unmittelbar und auch mittelbar, zum Beispiel in ihrer Stellung als Begünstigte von DSF I und DSF II) durch die Unternehmensgruppe Schwarz und
b) der Unternehmensgruppe Schwarz durch die Abkömmlinge von Herrn Dieter Schwarz unmittelbar oder mittelbar kein Nachteil/Schaden zugefügt werden kann, sowie
c) die Dieter Schwarz Stiftung gemeinnützige Gesellschaft mit beschränkter Haftung (‚gGmbH‘) ggf. eine an deren Stelle tretende gGmbH II oder gGmbH III, ihre ordnungsgemäß begründeten, insbesondere in Übereinstimmung mit bestehenden Richtlinien
eingegangenen Verpflichtungen, erfüllen kann; dies ist auch über die Mitwirkung der Gesellschaft bei Gewinnausschüttungen sicherzustellen.“

#### Die gemeinnützigen Dieter Schwarz Stiftungen
Die Anteile an den schweizerischen GmbHs, der Rosint GmbH, und der Zeha GmbH werden von zwei deutschen Stiftungen bürgerlichen Rechts gehalten. So sind laut schweizerischem Handelsregisterauszug beispielsweise die Anteile an der schweizerischen Rosint GmbH in der deutschen Dieter Schwarz Stiftung für Kunst & Kultur, die Anteile der schweizerischen Zeha GmbH in der deutschen Dieter Schwarz Stiftung für Wissenschaft und Forschung zusammengefasst worden. Während diese beiden Stiftungen Stiftungen bürgerlichen Rechts gem. § 80 ff. BGB darstellen, ist die Dieter Schwarz Stiftung gGmbH eine anerkannte gemeinnützige GmbH.
Es ist aufgrund der Firmierung beider Stiftungen jeweils von einem gemeinnützigen Zweck auszugehen. D.h. die Kapitalanteile der deutschen Schwarz-Gruppe sind unter Zwischenschaltung zweier schweizerischen GmbHs in zwei deutschen, gemeinnützigen Stiftungen bürgerlichen Rechts gebündelt. Um bei gewerblich tätigen Personengesellschaften auf der Ebene der Stiftungen dennoch das Rechtsinstitut der ggf. steuerbegünstigten Vermögensverwaltung zu erzielen, werden regelmäßig Kapitalgesellschaften zwischengeschaltet.
Eine gemeinnützige Stiftung bürgerlichen Rechts muss mindestens ein Drittel ihrer Erträge für ihren gemeinnützigen Zweck aufbringen. Ein weiteres Drittel kann in eine Rücklage für spätere gemeinnützige Projekte eingestellt werden. Das letzte Drittel kann an den Stifter abfließen und ist von diesem in vollem Umfang zu versteuern. Die Übertragung von Vermögen auf eine gemeinnützige Stiftung ist in der Regel erbschaftsteuerbefreit möglich – allerdings gibt der Stifter sein Eigentum am Vermögen auf und kann nur noch über maximal ein Drittel der Erträge einer gemeinnützigen Stiftung privat verfügen.

#### Die privatnützige Familienstiftung Schwarz
Neben den Dieter Schwarz Stiftungen besteht noch eine die Familienstiftung Schwarz als Stiftung bürgerlichen Rechts, die als privatnützige Stiftung der Versorgung des Stifters und dessen Abkömmlinge dient. Sie ist an der Kaufland Stiftung & Co. KG mit Sitz in Neckarsulm als wesentlicher Komplementär beteiligt. Eine privatnützige Stiftung ist nicht erbschaftsteuerbefreit. Erträge aus einer privatnützigen Stiftung sind in vollem Umfang der regulären Besteuerung zu unterwerfen. Es liegt das sogenannte Doppelstiftungsmodell vor. Ähnliche Konstruktionen bestehen auch bei Robert Bosch und Bertelsmann.

#### Zusammenfassung Stiftungen
Es bestehen somit drei unmittelbare Beteiligungsträgerstiftungen – und mehrere sonstige Stiftungen. Als Beteiligungsträgerstiftungen treten zwei gemeinnützige, deutsche Stiftungen bürgerlichen Rechts, die die gesamten, wesentlichen Kapitalbeteiligungen der D. Schwarz Beteiligungs-KG – respektive Rosint GmbH / Zeha GmbH – auf sich vereinen (hier: Dieter Schwarz Stiftung für Kunst & Kultur und die Dieter Schwarz Stiftung für Wissenschaft und Forschung) auf. Beide Stiftungen sind in Neckarsulm ansässig.
Daneben besteht als weitere, privatnützige Beteiligungsträgerstiftung die Familienstiftung Schwarz, welche unmittelbar an der deutschen Kaufland Stiftung & Co. KG als nennenswerte Komplementärin beteiligt ist. Diese hat ihren Sitz im sächsischen Dresden.
Ferner besteht neben diesen drei unmittelbaren Beteiligungsträgerstiftungen die sogenannte Dieter Schwarz Stiftung. Diese tritt ebendas als gemeinnützige Stiftung auf, hat ihren Sitz in Neckarsulm und ist die Mehrheitsgesellschafterin der Dieter Schwarz Stiftung gGmbH. Inwiefern die gemeinnützige Dieter Schwarz Stiftung mit Sitz in Neckarsulm durch Ausschüttungen der Schwarz-Gruppe profitiert, bleibt vage. Denn unmittelbar am Betriebsvermögen sind zumindest lt. schweizerischem Handelsregisterauszug die beiden anderen, gemeinnützigen oben erstgenannten Stiftungen beteiligt. Diese haben jedoch wiederum relativ ähnliche Stiftungszwecke/Firmierungen, sodass hier eine eindeutige Beziehung zwischen Betriebsvermögen und der Dieter Schwarz Stiftung nicht hergestellt werden kann. Es könnte sich um eine Schwester-Stiftung zu den beiden anderen, gemeinnützigen Stiftungen handeln – schließlich haben auch alle gemeinnützigen Stiftungen ihren Sitz in Neckarsulm. Zustiftungen aus dem Privatvermögen des Dieter Schwarz an diese Dieter Schwarz Stiftung könnten somit steuerlich abgesetzt werden.
Neben diesen drei unmittelbaren Beteiligungsträgerstiftungen und der in Heilbronn sehr bekannten Dieter Schwarz Stiftung als Holding der Dieter Schwarz Stiftung gGmbH bestehen neben der Familienstiftung Schwarz mit Sitz in Dresden noch zwei weitere Familienstiftungen mit Sitz in Dresden, nämlich die Dieter Schwarz Familienstiftung und die Dieter Schwarz Familienstiftung II. Sowohl die Dieter Schwarz Familienstiftung, die Dieter Schwarz Familienstiftung II, sowie die Familienstiftung Schwarz sind privatnützige Familienstiftungen.
Laut Gesellschaftsvertrag der Dieter Schwarz Stiftung gGmbH dient die Dieter Schwarz Familienstiftung augenscheinlich der Versorgung der Tochter (von Dieter und Franziska Schwarz,) Regine Schwarz und deren Abkömmlingen. Die Dieter Schwarz Familienstiftung II dient augenscheinlich der Versorgung der zweiten Tochter (von Dieter und Franziska Schwarz,) Monika Römer und deren Abkömmlingen. Regine Schwarz wohnt und betreibt in München die Tulipan Verlag GmbH. Regine Schwarz tritt in der Öffentlichkeit auch unter dem Pseudonym Mascha Schwarz bzw. mit Künstlername Maggie Schneider auf, ist Jahrgang 1965 und hat vier Kinder. Fr. Monika Römer lebt in einem Villenviertel von Hamburg.
Die Dieter Schwarz Stiftung wird unter dem Aktenzeichen 14-0563/Schwarz, Dieter beim Regierungspräsidium Stuttgart geführt.

### 2. Bündelung der Kontrolle – Die Stimmrechte
Wie oben bereits angerissen, sind die Stimmrechte in der Schwarz Unternehmenstreuhand-KG (kurz: SUT) gebündelt. Somit ist der persönlich haftende Komplementär der Schwarz Unternehmenstreuhand-KG de facto Geschäftsführer bzw. Vorstandsvorsitzender der gesamten Schwarz-Gruppe. Aufgrund der abrupten Freistellung Gehrigs im Jahr 2021 übernahm Dieter Schwarz zwischenzeitlich die Gruppengeschäftsführung. Als zukünftig neuer Gruppengeschäftsführer gilt Gerd Chrzanowski, der sich gegen die von Gehrig geförderte Melanie Köhler durchsetzen konnte.
Zukünftig sollen die als Kommanditisten der Schwarz Unternehmenstreuhand-KG auftretenden, gruppenfremden – de facto mehr oder minder machtlosen „Aufsichtsratsmitgliedern“ – neue Impulse liefern und einen unverstellten Blick von außen gewährleisten.
Inwiefern Dieter Schwarz als Komplementär der PVG Geschäftsführungs-KG nach wie vor Einfluss auf das Tagesgeschäft nimmt, bleibt spekulativ. Aufgrund der faktischen Entlassung Gehrigs durch den Dieter Schwarz ist jedoch von einem unveränderten Interesse und Einfluss des Dieter Schwarz auf grundsätzliche Gruppenentscheidungen auszugehen.

### 3. Allgemeine, sonstige Konzernorganisation – Dieter Schwarz
Die meisten der genannten Kommanditgesellschaften werden als sogenannte Einheits-KGs gegründet. Der Komplementär ist stets eine inländische Stiftung bürgerlichen Rechts. Dadurch, dass anstatt einer GmbH als Komplementär – wie bei der klassischen GmbH & Co. KG – eine Stiftung gewählt wird, kann das Drittelbeteiligungsgesetz sowie das Mitbestimmungsgesetz ausgehebelt werden. Die Mitarbeitervertretungen haben somit stets keine Mitbestimmungsrechte in einem etwaigen Aufsichtsrat.
Die jüngeren Tätigkeitsfelder Produktion (Schwarz Produktion Stiftung & Co. KG mit Sitz im sachsen-anhaltischen Weißenfels mit den Tochtergesellschaften Mitteldeutsche Erfrischungsgetränke GmbH & Co. KG / Bonback GmbH & Co. KG) und Recycling (hier: PreZero Stiftung & Co. KG mit Sitz in Neckarsulm) werden i. d. R. in separate Einheits-KGs ausgegliedert/übernommen – und unter die einheitliche Gesamtgruppenleitung der PVG Geschäftsführungs-KG mit Sitz in Neckarsulm gebündelt. Zum 1. Januar 2018 hat die PreZero Stiftung & Co. KG den fünftgrößten Entsorger Deutschlands, die Tönsmeier GmbH & Co. KG übernommen.
Neben der Lidl Stiftung & Co. KG und der Kaufland Stiftung & Co. KG sind vor allem die Lidl Dienstleistung GmbH & Co. KG, die Lidl Digital GmbH & Co. KG (Onlineshop) sowie die Schwarz Dienstleistung KG mit Sitz in Neckarsulm von besonderem Gruppeninteresse. Die Schwarz IT KG mit Sitz in Neckarsulm ist ebenfalls Teil der Schwarz Gruppe. Das Unternehmen stellt die IT-Infrastruktur für die Gruppe bereit und betreut gruppenweit ca. 500.000 IT-User. Extern ist die Schwarz IT mit einer eigenen Cloud-Lösung, der STACKIT Cloud, am Markt vertreten.
Dieter Schwarz ist als natürliche Person im Rahmen einer Komplementärstellung an der PVG Geschäftsführungs-KG mit Sitz in Neckarsulm beteiligt. Damit ist Dieter Schwarz über die PVG Geschäftsführungs-KG im Rahmen einer doppelstöckigen Personenhandelsgesellschaft mittelbar an der Lidl Stiftung & Co. KG sowie an der Kaufland Stiftung & Co. KG beteiligt. Eine doppelstöckige Personenhandelsgesellschaften sorgt im internationalen Steuerrecht unter Umständen für Vorteile.

## Gemeinnützige Aktivitäten – Mittelbare Ausschüttungen der Schwarz-Gruppe
Eine sogenannte Dieter Schwarz Stiftung ist Gesellschafterin der Dieter Schwarz Stiftung gGmbH. D. h. die Dieter Schwarz Stiftung gGmbH ist augenscheinlich eine Tochtergesellschaft der gemeinnützigen Dieter Schwarz Stiftung (für Kunst und Kultur und/oder für Wissenschaft und Forschung). An der Dieter Schwarz Stiftung gGmbH sind neben der Dieter Schwarz Stiftung als Minderheitsbeteiligte Johanna Wanka, Ann-Kristin Achleitner, Peter Frankenberg, Thomas Helmer, Thomas Edig und Joachim Schilke beteiligt.
- Die Dieter Schwarz Stiftung gGmbH

Unter dem Dach der Dieter Schwarz Stiftung gGmbH sind somit alle wesentlichen gemeinnützigen Aktivitäten der gemeinnützigen Dieter Schwarz Stiftung(en) gebündelt. In den Jahren von 2000 bis 2018 wurden laut den veröffentlichten Jahresabschlüssen der Dieter Schwarz Stiftung gGmbH über 530.000.000 € für gemeinnützige Zwecke investiert. Der gemeinnützige Zweck der Dieter Schwarz Stiftung beschränkt sich im Wesentlichen auf die Förderung von Bildung – vor allem am Heilbronner Bildungscampus. Die operativen Aufgaben auf dem Gelände des Bildungscampus übernimmt die Schwarz Campus Service GmbH & Co. KG mit Sitz in Neckarsulm.
Die Dieter Schwarz Stiftung gGmbH ist an der German Graduate School of Management and Law gGmbH, der experimenta – Science Center der Region Heilbronn-Franken gGmbH, der TUM Campus Heilbronn gGmbH und der Akademie für Innovative Bildung und Management Heilbronn-Franken gGmbH beteiligt. An der TUM Campus Heilbronn gGmbH ist neben der Dieter Schwarz Stiftung gGmbH auch die Technische Universität München beteiligt.
An der Akademie für Innovative Bildung und Management Heilbronn-Franken gGmbH sind neben der Dieter Schwarz Stiftung gGmbH auch die Hochschule Heilbronn und der DHBW friends for life e. V. aus Mosbach, sowie die JUSTUS gGmbH mit Sitz in Saarbrücken beteiligt. Gesellschafter der JUSTUS gGmbH ist wiederum die Dieter Schwarz TV-Vermögensverwaltung GmbH mit Sitz in Neckarsulm, sodass die JUSTUS gGmbH mittelbar zur Schwarz Gruppe gehört.
Rechtlich mag eine Gemeinnützigkeit im steuerrechtlichen Sinne vorliegen. Interessant ist jedoch, dass mittels der Dieter Schwarz Stiftung gGmbH hauptsächlich in Innenstadtimmobilien der Kernstadt Heilbronn investiert wird. Die Kosten einer Hochschule bestehen im Wesentlichen aus Personalkosten der Mitarbeiterinnen und Mitarbeiter sowie deren Professorinnen und Professoren, welche zum Großteil von der staatlichen Hochschule Heilbronn, der staatlichen Dualen Hochschule Baden-Württemberg und anderen staatlichen Institutionen getragen werden. D. h. an den wesentlichen Kosten einer Hochschule wird sich – außer im Falle der Technischen Universität München – nur geringfügig beteiligt. Somit vermietet die gemeinnützige Dieter Schwarz Stiftung gGmbH augenscheinlich hauptsächlich entgeltlich, teilentgeltlich oder unentgeltlich Immobilienvermögen an staatliche finanzierte Bildungseinrichtungen.
Ferner fällt auf, dass im Wesentlichen nur die für das Geschäftsmodell der Schwarz-Gruppe relevanten Studiengänge der Betriebswirtschaftslehre oder der IT gefördert werden. Am Heilbronner Bildungscampus sind überwiegend Handels- und Digitalisierungsinitiativen zu beobachten. Technische oder naturwissenschaftliche Studiengänge werden kaum gefördert.
Des Weiteren wurde der relativ junge DHBW-Standort Heilbronn unter großem Protest des DHBW-Standortes Mosbach während der Präsidentschaft des Reinhold Geilsdörfer umgesetzt. Jacobsen stellte Strafanzeige gegen Geilsdörfer aufgrund der Vermutung einer Vorteilsnahme, da dieser fast nahtlos zur Dieter Schwarz Stiftung gGmbH wechselte. Nachdem die Staatsanwaltschaft Stuttgart die Anzeige abwies, kam es nach einer rechtlichen Auseinandersetzung zu einem Ermittlungsverfahren durch die Staatsanwaltschaft Heilbronn, in deren Zusammenhang auch mehrere Hausdurchsuchungen durchgeführt wurden. Da sich der von Jacobsen geäußerte Anfangsverdacht nicht erhärtete, wurde das Ermittlungsverfahren gegen Geilsdörfer eingestellt. Damals wie heute ist Geilsdörfer für die Dieter Schwarz Stiftung gGmbH tätig – inzwischen als Geschäftsführer.
Fraglich bleibt, ob diese Innenstadtimmobilien ohne Gemeinnützigkeit hätten erworben werden können, welche – zumindest partiell – nur zur mittelbaren Förderung von Unternehmensinteressen zur Verfügung gestellt werden. Anliegende Gewerbetreibende des Bildungscampus werden mit unter durch die offensichtliche Zusammenarbeit von Dieter Schwarz Stiftung gGmbH und dem Heilbronner Gemeinderat erheblich bedrängt. Die Betreibergesellschaft des an das Gelände des Bildungscampus angrenzenden Aldi Süd Marktes klagt wegen Enteignung vor dem Stuttgarter Verwaltungsgericht.

## Nachfolgeregelung: Eklat um Klaus Gehrig, Melanie Köhler, Annabel Ehm und Gerd Chrzanowski
Klaus Gehrig war als natürliche Person im Rahmen einer Komplementärstellung an der Schwarz Unternehmenstreuhand KG mit Sitz in Neckarsulm de facto Geschäftsführer der Schwarz Gruppe. Gehrig war seit 2004 als Komplementär für die Gruppe tätig gewesen und wollte bis zu seinem 75. Lebensjahr in dieser Position bleiben.
Kolportiert wird, dass es zu Meinungsverschiedenheiten zwischen Schwarz und Gehrig kam. Gerüchten zufolge soll es sich dabei vor allem um die Nachfolgeregelung Gehrigs gehandelt haben. Mit dem Abgang des langjährigen Gruppenchefs mussten auch dessen ehemalige Assistentinnen und Protegées Melanie Köhler und Annabel Ehm den Konzern verlassen. Köhler und Ehm gelangen steile Karrieren innerhalb der Schwarz-Gruppe, mutmaßlich vor allem durch die Förderung Gehrigs. Intern soll es infolgedessen zu Unmut unter langjährigen Führungskräften gekommen sein. Gehrig wird vorgeworfen, er hieve junge Frauen in Führungspositionen, obwohl wesentliche Leistungsnachweise fehlten. Nicht zuletzt aufgrund dieser internen Querelen soll sich Schwarz entschieden haben, Gehrig zu entlassen und zukünftig auf Gerd Chrzanowski zu setzen, der zu diesem Zeitpunkt seit mehr als 20 Jahren für die Schwarz-Gruppe und zuletzt als Lidl-Chef tätig war.
Köhler konnte sich gegen Chrzanowski nicht durchsetzen, da dieser zwischenzeitlich das Vertrauen von Schwarz erlangt hatte. Ferner ist Köhler mit ihrem ehemaligen Mentor Gehrig an der Hotel Neues Tor GmbH mit Sitz im baden-württembergischen Bad Wimpfen beteiligt – und betreibt mit diesem das besagte Hotel.
Nach dem Ausscheiden Gehrigs wurden Berichte laut, nach welchen der intern als „Killerwal“ Bezeichnete eine Atmosphäre des Misstrauens und der Angst geschaffen haben soll. Wichtigstes Werkzeug dieser Praktiken hierfür scheint die Abteilung „Interne Prüfung und Beratung“ gewesen zu sein. Unter Arbeitnehmern etablierte sich offensichtlich der Begriff „Geheimdienst“. Zuletzt wurde die Abteilung von der durch Gehrig geförderten Ehm geleitet.
Wie das Manager Magazin mit Verweis auf interne Kritiker berichtete, soll zuletzt eine „Abteilung Jugend forscht“ inklusive „hoher Fehlerquote“ am Werk gewesen sein.